# Майкл Шамберг
Майкл Шамберг (англ. Michael Shamberg) — американський продюсер, актор, режисер і сценарист.

## Біографія
Майкл Шамберг народився в 1945 році. Закінчив Вашингтонський університет в Сент-Луїсі, штат Міссурі. Одружений, має двох дітей.

## Фільмографія

### Продюсер
| Рік       | Назва                                         | Оригінальна назва                               | Примітки                                                  |
| --------- | --------------------------------------------- | ----------------------------------------------- | --------------------------------------------------------- |
| 2022      | Ріно 911: Дивовижне пограбування              | Reno 911!: It's a Wonderful Heist               | телефільм, виконавчий продюсер                            |
| 2022      | Правдиві свідчення: Аварія на Три-Майл-Айленд | Meltdown: Three Mile Island                     | документальний мінісеріал, виконавчий продюсер, 4 епізоди |
| 2021      | Ріно 911: Полювання на К'юАнон                | Reno 911!: The Hunt for QAnon                   | телефільм, виконавчий продюсер                            |
| 2004-2020 | Ріно 911!                                     | Reno 911!                                       | телесеріал, виконавчий продюсер — 56 епізодів             |
| 2015-2019 | У пустелі смерті                              | Into the Badlands                               | телесеріал, виконавчий продюсер — 32 епізоди              |
| 2019      | Холодна помста                                | Cold Pursuit                                    |                                                           |
| 2017      | Болота                                        | Wetlands                                        | виконавчий продюсер                                       |
| 2016      | Полювання на роботу                           | Get a Job                                       |                                                           |
| 2015      | Шеф Адам Джонс                                | Burnt                                           | виконавчий продюсер                                       |
| 2015      | Право на спадок                               | Freeheld                                        |                                                           |
| 2015      | Королева Мімі                                 | Queen Mimi                                      | документальний фільм, виконавчий продюсер                 |
| 2014      | Прогулянка серед могил                        | A Walk Among the Tombstones                     |                                                           |
| 2014      | Хотів би я бути тут                           | Wish I Was Here                                 |                                                           |
| 2013      | Сліпа удача                                   |                                                 |                                                           |
| 2012      | Джанґо вільний                                | Django Unchained                                | виконавчий продюсер                                       |
| 2012      | Літо. Однокласники. Любов                     | LOL                                             |                                                           |
| 2011      | Зараза                                        | Contagion                                       |                                                           |
| 2010      | Крайні заходи                                 | Extraordinary Measures                          |                                                           |
| 2007      | Все навколо позеленіло                        | Everything's Gone Green                         | музичне відео                                             |
| 2007      | Ріно 911: Маямі                               | Reno 911!: Miami                                |                                                           |
| 2007      | Вільні письменники                            | Freedom Writers                                 |                                                           |
| 2006      |                                               | Turn                                            | короткометражний телефільм                                |
| 2006      | Всесвітній торговий центр                     | World Trade Center                              |                                                           |
| 2005      | Ключ від усіх дверей                          | The Skeleton Key                                |                                                           |
| 2005      | Будь крутішим!                                | Be Cool                                         |                                                           |
| 2004      | Карен Сіско                                   | Karen Sisco                                     | телесеріал, виконавчий продюсер — 1 епізод                |
| 2004      | Країна садів                                  | Garden State                                    | виконавчий продюсер                                       |
| 2004      | А ось і Поллі                                 | Along Came Polly                                |                                                           |
| 2003      | Чужі справи                                   | Other People's Business                         | телефільм, виконавчий продюсер                            |
| 2003      | Літній табір                                  | Camp                                            |                                                           |
| 2002      |                                               | The Funkhousers                                 | телефільм, виконавчий продюсер                            |
| 2001-2002 |                                               | UC: Undercover                                  | телесеріал, виконавчий продюсер — 7 епізодів              |
| 2002      |                                               | The American Embassy                            | телесеріал, виконавчий продюсер                           |
| 2001      | Накурені в дим                                | How High                                        |                                                           |
| 2001      |                                               | Kate Brasher                                    | телесеріал, виконавчий продюсер — 1 епізод                |
| 2001      | Клошар                                        | The Caveman's Valentine                         |                                                           |
| 2000      |                                               | Celebrity                                       | телефільм, виконавчий продюсер                            |
| 2000      | Ерін Брокович                                 | Erin Brockovich                                 |                                                           |
| 2000      | Втопимо Мону                                  | Drowning Mona                                   | виконавчий продюсер                                       |
| 1999      | Людина на Місяці                              | Man On The Moon                                 |                                                           |
| 1998      | На всю катушку                                | Living Out Loud                                 |                                                           |
| 1998      | Поза полем зору                               | Out of Sight                                    |                                                           |
| 1998      | Війни Пентагону                               | The Pentagon Wars                               | телефільм, виконавчий продюсер                            |
| 1997      | Ґаттака                                       | Gattaca                                         |                                                           |
| 1997      | Люті створіння                                | Fierce Creatures                                |                                                           |
| 1996      | Відчуваючи Міннесоту                          | Feeling Minnesota                               |                                                           |
| 1996      | Матильда                                      | Matilda                                         |                                                           |
| 1996      | Сансет-Парк                                   | Sunset Park                                     |                                                           |
| 1995      | Знайти коротуна                               | Get Shorty                                      |                                                           |
| 1994      | Кримінальне чтиво                             | Pulp Fiction                                    | виконавчий продюсер                                       |
| 1994      | Вісім секунд                                  | 8 Seconds                                       |                                                           |
| 1994      | Реальність кусається                          | Reality Bites                                   |                                                           |
| 1989      | Як я потрапив до коледжу                      | How I Got Into College                          |                                                           |
| 1988      | Рибка на ім'я Ванда                           | A Fish Called Wanda                             |                                                           |
| 1986      | Клуб «Рай»                                    | Club Paradise                                   |                                                           |
| 1983      | Велике розчарування                           | The Big Chill                                   |                                                           |
| 1981      | Сучасні проблеми                              | Modern Problems                                 |                                                           |
| 1980      | Серцебиття                                    | Heart Beat                                      |                                                           |
| 1977      | Шоу ТВТВ                                      | The TVTV Show                                   | телефільм, виконавчий продюсер                            |
| 1976      |                                               | Super Vision                                    | спеціальний телевипуск                                    |
| 1976      |                                               | Hard Rain                                       | документальний телефільм                                  |
| 1976      |                                               | TVTV Looks at the Oscars                        | спеціальний документальний телевипуск                     |
| 1976      |                                               | Super Bowl                                      | документальний телефільм                                  |
| 1975      |                                               | The Good Times Are Killing Me                   | документальний телефільм                                  |
| 1975      |                                               | In Hiding                                       | спеціальний документальний телевипуск                     |
| 1975      |                                               | Gerald Ford's America — Part Four               | спеціальний документальний телевипуск                     |
| 1975      |                                               | Gerald Ford's America — Part Three              | спеціальний документальний телевипуск                     |
| 1975      |                                               | Gerald Ford's America — Part Two: Chic to Sheik | спеціальний документальний телевипуск                     |
| 1975      |                                               | Gerald Ford's America — Part One: WIN           | спеціальний документальний телевипуск                     |
| 1974      |                                               | Adland                                          | спеціальний документальний телевипуск                     |
| 1974      |                                               | The Lord of the Universe                        | документальний телефільм                                  |
| 1973      |                                               | TVTV Meets Rolling Stone                        | спеціальний документальний телевипуск                     |
| 1972      |                                               | Four More Years                                 | документальний телефільм                                  |
| 1972      |                                               | The World's Largest T.V. Studio                 | спеціальний документальний телевипуск                     |

### Сценарист
| Рік  | Назва    | Оригінальна назва | Примітки               |
| ---- | -------- | ----------------- | ---------------------- |
| 1977 | Шоу ТВТВ | The TVTV Show     | телефільм              |
| 1976 |          | Super Vision      | спеціальний телевипуск |

### Актор
| Рік  | Назва         | Оригінальна назва      | Роль                          |
| ---- | ------------- | ---------------------- | ----------------------------- |
| 2010 | Крайні заходи | Extraordinary Measures | Renzler Venture Capitalist #1 |
| 2004 | А ось і Поллі | Along Came Polly       | Van Lew Executive             |
| 2000 | Ерін Брокович | Erin Brockovich        | PG&E Lawyer                   |

## Нагороди та номінації
| Рік  | Нагорода                              | Організація                                              | Номінація                                                      | Номінант                                        | Результат |
| ---- | ------------------------------------- | -------------------------------------------------------- | -------------------------------------------------------------- | ----------------------------------------------- | --------- |
| 2023 | Новинна і документальна премія «Еммі» | Національна академія телевізійних мистецтв і наук        | Найкращий історичний документальний фільм                      | «Правдиві свідчення: Аварія на Три-Майл-Айленд» | Номінація |
| 2023 | Міжнародна нагорода                   | Федерація комерційних аудіовізуальних бібліотек (FOCAL)  | Найкраще використання відеоматеріалу в історичному виробництві | «Правдиві свідчення: Аварія на Три-Майл-Айленд» | Номінація |
| 2022 | Прайм-тайм премія «Еммі»              | Американська телевізійна академія                        | Найкращий телефільм                                            | «Ріно 911: Полювання на К'юАнон»                | Номінація |
| 2015 | Премія «Духа»                         | Фестиваль документального кіно в Гот-Спрінгсі (Арканзас) | Документальні фільми                                           | «Королева Мімі»                                 | Перемога  |
| 2014 | Нагорода за кар'єрні досягнення       | Цюрихський кінофестиваль                                 | Продюсери                                                      | Майкл Шамберг                                   | Перемога  |
| 2001 | «Оскар»                               | Американська академія кіномистецтва                      | Найкращий фільм                                                | «Ерін Брокович»                                 | Номінація |
| 2001 | Премія БАФТА у кіно                   | Британська академія телебачення та кіномистецтва         | Найкращий фільм                                                | «Ерін Брокович»                                 | Номінація |
| 2001 | Премія Гільдії продюсерів США         | Американська гільдія продюсерів                          | Найкращий продюсер художнього кінофільму                       | «Ерін Брокович»                                 | Номінація |
| 2001 | Кінопремія                            | Асоціацією Інтернет-фільмів і телебачення                | Найкращий фільм                                                | «Ерін Брокович»                                 | Номінація |
| 1998 | Кінопремія                            | Асоціацією Інтернет-фільмів і телебачення                | Найкращий фантастичний фільм, фентезі або фільм жахів          | «Ґаттака»                                       | Номінація |
| 1989 | Премія БАФТА у кіно                   | Британська академія телебачення та кіномистецтва         | Найкращий фільм                                                | «Рибка на ім'я Ванда»                           | Номінація |
| 1984 | «Оскар»                               | Американська академія кіномистецтва                      | Найкращий фільм                                                | «Велике розчарування»                           | Номінація |